# Laguiole (gemeente)
Laguiole is een gemeente in het Franse departement Aveyron (regio Occitanie). De plaats maakt deel uit van het arrondissement Rodez. Laguiole telde op 1 januari 2022 1.215 inwoners.

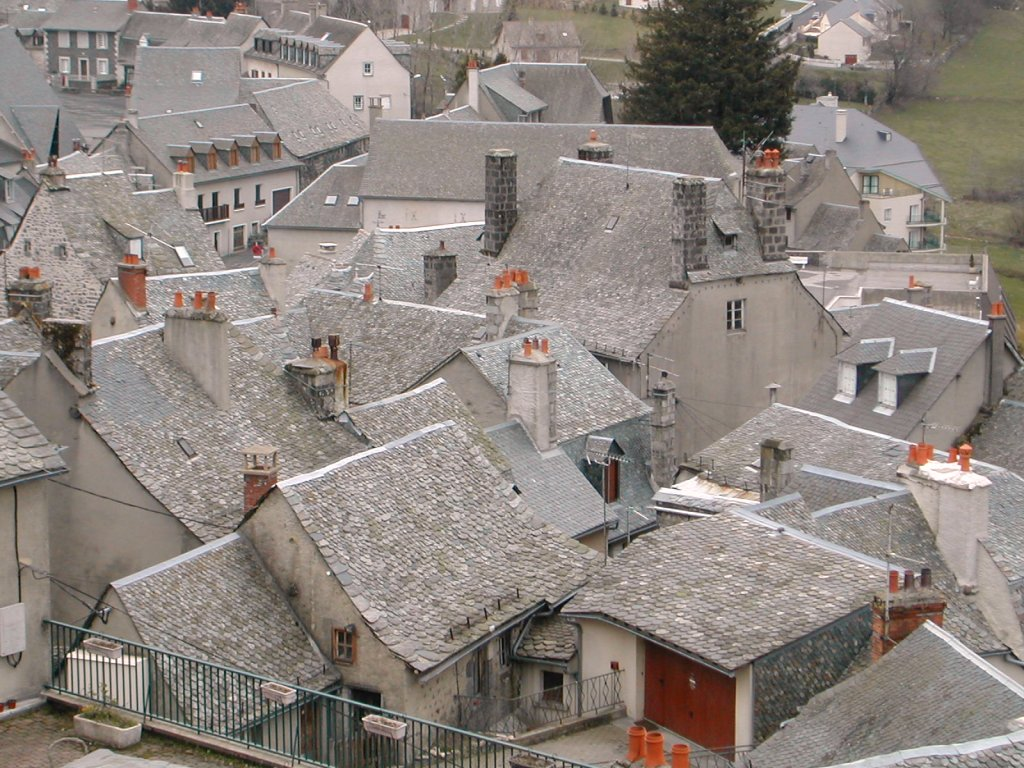
De houten schrootjes-daken van het dorp

## Geografie
Laguiole ligt aan de westzijde van het plateau van de Aubrac, een deel van het Centraal Massief.
De oppervlakte van Laguiole bedroeg op 1 januari 2022 63,06 vierkante kilometer; de bevolkingsdichtheid was toen 19,3 inwoners per km².
De onderstaande kaart toont de ligging van Laguiole met de belangrijkste infrastructuur en aangrenzende gemeenten.

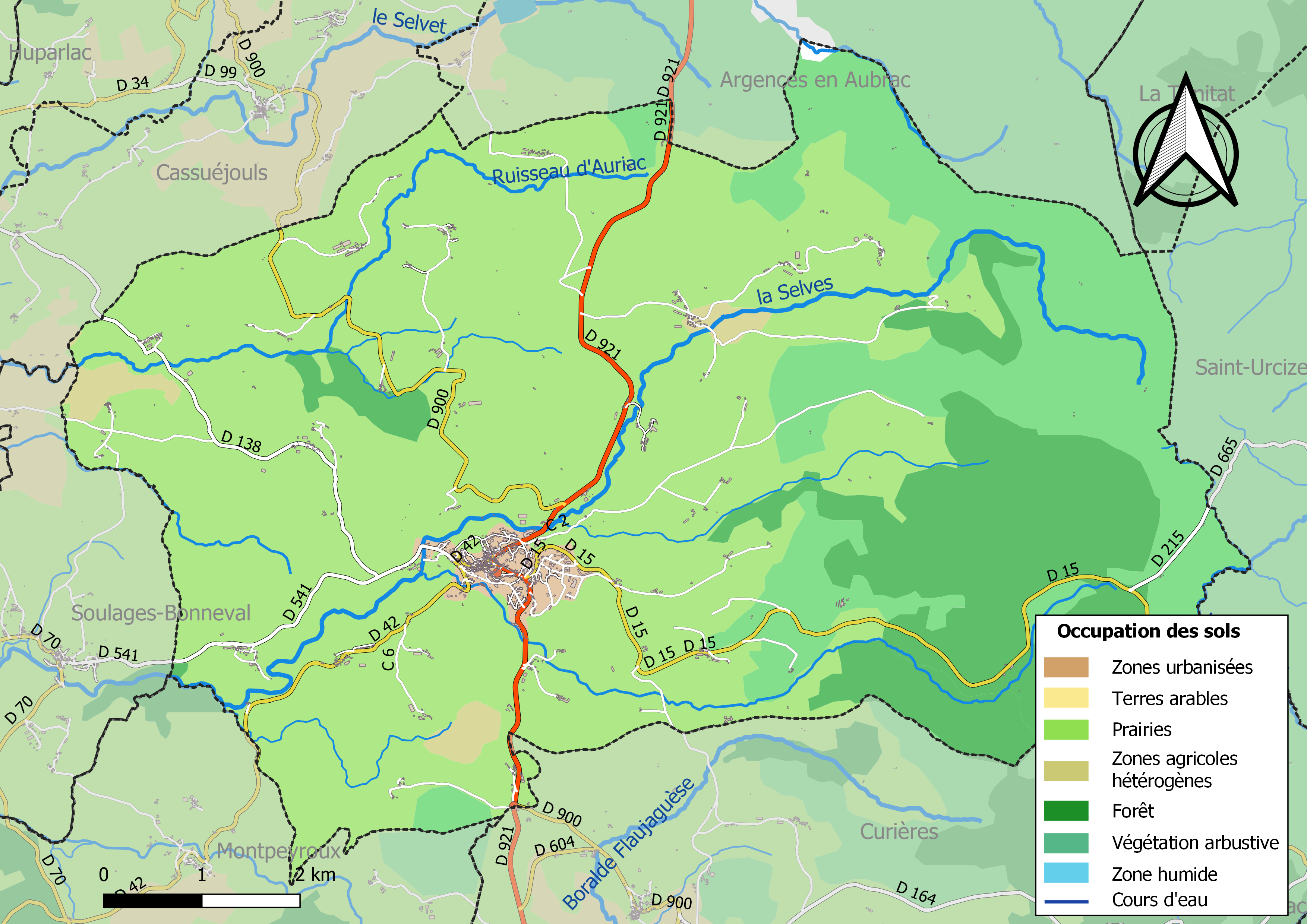

## Demografie
Onderstaande figuur toont het verloop van het inwonertal (bron: INSEE-tellingen).

Vanwege een beveiligingsprobleem met de MediaWiki Graph-software is het momenteel niet mogelijk deze grafiek weer te geven. Zodra de software is bijgewerkt zal de grafiek vanzelf weer zichtbaar worden.

## Messen
Laguiole is wereldvermaard voor zijn ambachtelijke messenvervaardiging. Het laguiolemes wordt handgemaakt in tientallen ateliers verspreid over het Centraal Massief, die toeristen gratis kunnen bezoeken. Een authentiek laguiolemes is bij aankoop steeds vergezeld van een officieel certificaat.
Het dorp is bekend vanwege het drie sterren Michelin-restaurant van Michel Bras, die ook zijn eigen messenserie op de markt bracht, in samenwerking met de Japanse fabrikant Kai.